# Réaction du biuret

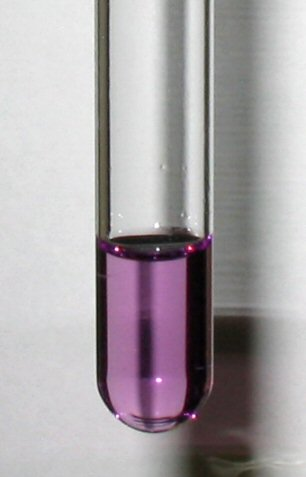
Test du biuret réalisé dans une éprouvette

La réaction du biuret est une réaction mettant en évidence les liaisons peptidiques.
La méthode consiste à insérer des ions cuivre (II) en milieu basique chargé en protéines ou en biuret. Cette réaction est compatible avec un dosage colorimétrique à 540 nm. Un complexe coloré mauve ou violet se forme lorsque les ions Cu(II), complexés par des azotes d'au moins trois liaisons peptidiques, sont réduits en Cu(I) par des résidus d'acides aminés oxydables. Ces groupes sont présents de part et d'autre d'une des liaisons peptidiques de la protéine. Plus nombreuses sont les liaisons, plus grande est l'absorbance.